# History Today
History Today es una revista ilustrada sobre historia, que se publica mensualmente en Londres desde enero de 1951. La página Web de History Today archiva la mayor parte del contenido de la revista desde 1980.

## Historia
Fundado por Brendan Bracke, ministro de Información durante la Segunda Guerra Mundial y presidente del Financial Times, es independiente desde 1981. Los coeditores fundadores fueron Peter Quennell (1951-1979) y Alan Hodge (1951-1978). Posteriormente, fue editada por Michael Crowder (1979-1981); Michael Trend (1981-1982); Juliet Gardiner (1981-1985); Gordon Marsden (1985-1997) y Peter Furtado (1997-2008). La actual editor es Paul Lay.
La revista realiza una ceremonia anual de premiación, junto con la editorial Longman, para celebrar el trabajo en el campo de la historia.

## Escritores contribuyentes
Generalmente, History Today encarga sus artículos directamente a académicos e historiadores, aunque acepta ensayos no solicitados de historiadores independientes si se considera que el artículo posee valor académico. Usualmente, sus autores son especialistas destacados vinculados a las universidades más famosas del Reino Unido y han incluido al Dr. David Starkey, Lord Asa Briggs and Juliet Gardiner.

## History Review
History Review es una publicación trianual hermana de History Today. Se trata de una revista académica nacional para estudiantes de historia y se centra en muchos programas educativos y currículas universitarias. Los escritores de History Review han incluido al Dr. Michael Broers, ganador del Prix Napoleon, Profesor Robert A. Pearce (editor titular de History Review) y Matthew MacLachlan.